# Кабанов, Александр Анатольевич
Александр Анатольевич Кабанов (26 января 1956, Магадан — 18 мая 2025, Санкт-Петербург) — советский и российский актёр театра и кино, театральный деятель.

## Биография
Родился 26 января 1956 года в Магадане.
В 1981 году окончил ЛГИТМиК, курс З. Я. Корогодского. Служил на «Экспериментальной сцене» п/р Анатолия Праудина, в театре-фестивале «Балтийский дом» Санкт-Петербурга. Позже был принят в труппу Санкт-Петербургского ТЮЗа (Театр юных зрителей имени А. А. Брянцева). Преподавал актёрское мастерство на кафедре режиссуры по курсу А. Праудина в Театральной академии. В основном снимался в криминальных телевизионных сериалах.
Скончался 18 мая 2025 года на 70-м году жизни в Санкт-Петербурге.

## Звания и награды
- 2024 — Высшая театральная премия Санкт-Петербурга «Золотой софит». Победитель в номинации «Лучший спектакль малой формы» — спектакль «Саша, Привет!», режиссёра А. Праудина[8].
- 2017 — Высшая театральная премия Санкт-Петербурга «Золотой софит». Победитель в номинации «Лучший актёрский ансамбль». За ансамбль в спектакле «Семья» в постановке А. Праудина, театр-фестиваль «Балтийский дом»[8].

## Издательства
- Петербургский театральный журнал. — Петербургский театральный журнал, 2009. — 740 с.